# Wallace County
Wallace County je okres ve státě Kansas v USA. K roku 2010 zde žilo 1 485 obyvatel. Správním městem okresu je Sharon Springs. Celková rozloha okresu činí 2 367 km². V tomto okrese se nachází nejvyšší bod Kansasu Mount Sunflower.